# Яковлево (Тербунский район)
Я́ковлево — село Тербунского Второго сельского поселения Тербунского района Липецкой области. Стоит на берегах притока реки Кобыльей Сновы.
Через Яковлево проходит шоссе Тербуны — Хлевное.
Как деревня населена в конце XVII века. С первой половины XVIII века — село.
Сохранилось предание о том, что название село получило от имени грозного жившего некогда в здешних дремучих лесах разбойника Якова.
До 28 мая 2008 года Яковлево было центром Яковлевского сельского поселения (быв. сельсовета), которое вошло в состав Тербунского Второго сельского поселения.

## Население
| 2009 | 2010 |
| ---- | ---- |
| 337  | ↗339 |